# 池内信嘉
池内 信嘉（いけのうち のぶよし、1858年3月21日（安政5年2月7日） - 1934年5月17日）は、能楽研究家。

## 年譜
伊予国松山（現・愛媛県松山市）で、松山藩の剣術監である池内信夫（荘四郎政忠）、リウ夫妻の3男として松山城下の長町新丁（現、港町4丁目）に生まれる。幼名、嘉源次、後に号を如水・如翠とした。6男の清は後年高浜家を継いだ（俳号虚子）。松山は能が盛んな所だった。
1869年（明治2年）旧浩久松家の東京移住に付き、献能の催しがあり、初めて能楽「安宅」の判官と 「皇帝」の子方を勤めた。能楽に足を踏み入れた発端であるという。 1874年（明治7年）秋、家禄奉還に伴い、父に従い、風早郡別府村大学柳原の町外れ字西の下に郷居し農業に従事する。
1876年（明治9年）3月、愛媛県立師範学校創立に付き、選抜生として入学する。1877年（明治10年）3月、愛媛県立師範学校卒業。10月、愛媛県野間郡聯区監視を命じられる。
1878年（明治11年）3月、教員講習所教師を命じられる。
1879年（明治12年）3月、職を辞し、4月上京。高等師範学校入学準備のため、本郷湯島の周徳舎に入り漢学を修業。中途、学資欠乏のため目的を達することできず。
1880年（明治13年）群馬県北甘楽郡相田村相相田小学校に奉職する。群馬県7日市にあって養蚕業 を見て、故郷で養蚕事業を興すべく志し教職を辞して、七日市町の養蚕家で養蚕と製糸の修業をする。
1882年（明治15年）松山に帰り、数人の賛助を得を得て、松山養蚕会社を起こし幹事となる。
1886年（明治19年）愛媛県野間郡選出の県会議員に選ばれる。
1887年（明治20年）県庁の命により東京西ヶ原養養蚕伝習所に入り、微粒子毒検査法と養蚕業を学ぶ。
1888年（明治21年）西ヶ原養蚕伝習所を卒業し帰郷。愛媛県養種検査員を命じられる。
1889年（明治22年）松山養蚕会社社長となる。
1890年（明治23年）松山養蚕会社社長を辞職、愛媛新報社主筆に就任。
1894年（明治27年　）松山市市会議員となる。
1896年（明治29年 ）愛媛温温泉郡郡会議員となり、同議長及び郡参事会員となる。同年、愛媛県温泉郡選出県会議員となり、ついで県参事会員となる。
1897年（明治30年）3月伊予鉄道株式会社支配人に就任。
1902年（明治35年）3月、伊予鉄道株株式会社支配人を辞し、5月に上京。能楽の前途を憂えての決断で、かねてより能楽維持のため働いてみたいとの希望を持っていて、松山の藤野漸と在京の高浜虚子以外の親族・友人のほとんどが東京移住を不可として諫止するも願みず、「当時17歲の娘と14歳の伜（崔・池）と3人で書生 暮しをする決心で」（「回顧貳拾年）、一切をなげうっての上京だった。後半生を能薬に捧げる起端である。 上京に先立ち、雑誌発行と能楽倶楽部組織について、あらかじめ書面を以て古市公威、大和田建樹、某能楽師の3人に交渉した。
能楽館を設立して雑誌「能楽」を発行。
1923年東京音楽学校に能楽囃子科が設置され、同校の嘱託教師となり、のち教授。能楽会理事。

## 著作

### 単著
- 『蚕桑初歩』向陽社、1894年。
- 『新作謡曲資時及附録』能楽館、1905年。
- 『能の見方謡の聞き方 再版』磯部甲陽堂、1918年。
- 『能の説明』能楽会、1925年。
- 『Explanation of No plays : A vade mecum for spectators of No plays』（by Nobuyoshi Ikenouchi / translated by Y. Negishi）Shunjusha。
- 『能楽盛衰記 上巻』能楽会、1925年。
  - 『能楽盛衰記 上巻』東京創元社、1992年。
- 『能楽盛衰記 下巻』能楽会、1926年。
  - 『能楽盛衰記 下巻』東京創元社、1992年。
- 『能と謡の根原 世阿弥十六部集意訳』能楽会、1926年。
- 『謡稽古の常道』日月社、1932年。
- 『謡の謡方能の見方 第1編』わんや書店、1932年。
- 『謡の謡方能の見方 第2編』わんや書店、1932年。
- 『謡の謡方能の見方 第3編』わんや書店、1932年。
- 『謡の謡方能の見方 第4編』わんや書店、1932年。
- 『謡の謡方能の見方 第5編』わんや書店、1934年。
- 『謡の謡方能の見方 第6編』わんや書店、1934年。
- 『謡の謡方能の見方 続編』わんや書店、1934年。
- 『能楽逸話 遺稿』協和書院、1936年。

### 共著編
- 『新作資時』（池内信嘉 著、観世清廉 曲）桧常之助、1905年。
- 『禅竹集 : 能楽古典』（吉田東伍 校註、池内信嘉 編）能楽会、1915年。

### 著作年表
- 『池内信嘉著作年表』（池内信嘉 著）東京創元社〈能楽盛衰記 下巻〉、1992年。